# Degrassi: The Next Generation
Degrassi: The Next Generation är en kanadensisk dramaserie i skolmiljö (highschool) som ursprungligen visades på CTV Television Network från 2001 till 2015. Den utspelas på den fiktiva skolan "Degrassi Community School" i Toronto i Kanada. Serien är en fristående uppföljare till Vi på vår gata, Degrassi Junior High och Degrassi High. Serien producerades i 14 säsonger och 387 avsnitt. Alla avsnitt är cirka 22 min långa. Serien har en uppföljare: Degrassi: Next Class (2016–2017) som finns i fyra säsonger. Stefan Brogren som Archie Simpson är med i samtliga 14 säsonger. Vid säsong 10 var ingen av de "ursprungliga" skådespelarna kvar.

## Rollista (urval)
Elever
- Miriam McDonald – Emma Nelson
- Drake (Aubrey Graham) – Jimmy Brooks
- Christina Schmidt – Terri McGreggor
- Melissa McIntyre  – Ashley Kerwin
- Sarah Barrable-Tishauer – Liberty Van Zandt
- Cassie Steele – Manny Santos
- Jake Goldsbie – Tobias "Toby"  Isaacs
- Shane Kippel – Gavin "Spinner" Mason
- Ryan Cooley – J.T. Yorke
- Lauren Collins – Paige Michalchuk
- Daniel Clark – Sean Cameron
- Andrea Lewis – Hazel Aden
- Stacey Farber – Ellinor "Ellie" Nash
- Jake Epstein – Craig Manning
- Adamo Ruggiero – Marco Del Rossi
- Mike Lobel – Jason "Jay" Hogart
- Ephraim Ellis – Rick Murray
- Jamie Johnston - Peter Stone
- Aislinn Paul - Clare Edwards
- Shenae Grimes - Darcy Edwards
- Elijah Goldsworthy - Munro Chambers
- Nina Dobrev - Mia Jones

Vuxna/Lärare
- Stefan Brogren – Archie "Snake" Simpson (lärare, sedermera rektor)
- Dan Woods –	Daniel "Dan" Raditch - Rektor (tom säsong 4)
- Kevin Jubinville - Rektorn "the shep" Shepard (Hazilakos efterträdare)
- Amanda Stepto – Christine "Spike" Nelson - Emmas mamma o Archies fru.
- Pat Mastroianni – Joseph "Joey" Jeremiah
- Stacie Mistysyn – Caitlin Ryan
- Melissa DiMarco – Daphne Hatzilakos - Rektor (Raditchs efterträdare)
- Cory Lee – Winnie Oh
- Tom Melissis - Dom Periono
- Michael Kinney - Darryl Armstrong (idrottslärare)
- Christopher Jacot - Matthew Oleander
- Brooke Johnson - Professor Janes
- Linlyn Lue - Ms Kwan (lärare och terapeut)